# BHG Híradástechnikai Vállalat
Az évszázadnyi tudást felhalmozó BHG Híradástechnikai Vállalat a telefónia – és általában a távközlés – magyarországi fellegvára volt. Készült itt telefonközpont és telefonkészülék; rádióadó, rádióvevő és antenna; vezetékes és vezeték nélküli átviteltechnikai berendezés; de még lendkerekes játékautó is.
A vállalat a rendszerváltozás után nem volt már versenyképes, 2000-ben privatizálták. Jogutódjának fő tevékenysége: saját tulajdonú ingatlan adásvétele.

## Története

### A kezdetek
Egger Bernát – bécsi vállalata eredményes működésétől és a távíró magyarországi elterjedésétől ösztönözve – 1872-ben Budapesten az V. ker. Dorottya utca 9. számú házban távírdaszerelő műhelyt nyitott, ahol kezdetben nyolc munkást foglalkoztatott. Az  iparengedélyt 1874-ben kapta meg. A magyar híradástechnikai nagyipar kezdetét ettől az időponttól szokás számolni.  A cég 1896-ban Egyesült Villamossági Rt néven részvénytársasággá alakult, majd 1906-ban az Egyesült Izzólámpa és Villamossági Rt (EIVRT) nevet vette fel. A Telefon- és Távirda Főosztály 1928-ban Standard Villamossági Rt. néven kivált a cégből.

### Standard Villamossági Rt.
A Standard tulajdonosa a részvénytöbbség megszerzésével az ITT (International Telephone and Telegraph Co.) lett. Az 1933-ban kezdődött politikai feszültség hatására az Ericsson Magyar Villamossági Rt.-t – rendelésállományával és alkalmazottaival együtt – a Standard vette át.
A gyárat 1949 decemberében kártérítés nélkül államosították, igazgatóját – Geiger Imrét – koncepciós perben kémkedéssel vádolták, halálra ítélték, és 1950-ben kivégezték. Ugyanebben a  perben a műszaki igazgatót – Kozma Lászlót –  tizenöt éves börtönbüntetésre ítélték, de négy évvel később közkegyelemben részesítették.

### Beloiannisz Híradástechnikai Gyár
Beloiannisznak, a görög kommunista mozgalom egyik vezető alakjának nevét 1952-ben vette fel a vállalat. Steffens Oszkár vezetésével 1956-ban készítettek egy crossbar-gépet, amelyet 1958-ban a brüsszeli világkiállításon is bemutattak; és később a Teréz központban is használták. Ez volt az ECR család kapcsológépe is. 1964-ben a BHG átadta az átviteltechnikai berendezések fejlesztését és gyártását a Telefongyárnak, a mikrohullámú fejlesztést–gyártást az Orionnak. 1968-ban 18 millió dolláros szerződést írtak alá az LM Ericssonnal. A szerződés alapján az Ericsson az AR központcsalád licencét adta át, valamint szállított összesen 60 ezer ívpontkapacitást a különböző típusokból. Így írt magáról a vállalat 1976-ban: „A telefon ma már nemcsak kényelmünket szolgálja, hanem nélkülözhetetlen munkaeszköz. Vállalatunknál az ügyintézés, munkaszervezés és sok egyéb lebonyolításra váró munka hatékony elintézése elképzelhetetlen telefon nélkül, és a lakások telefonellátásának növelésére is egyre nagyobb az igény. A telefon használatával igen sok idő és energia takarítható meg. Vállalatunk mindezek elősegítésére gyártja a telefonközpontokat.”

### BHG Híradástechnikai Vállalat
A korszellemet követve 1977-ban a nevéből elhagyták Beloiannisz nevét, de a rövidítését (BHG) megtartották. A vállalat ötszáz fős Fejlesztési Intézetét 1978-ban alapították. Az 1980-as években gyorsan terjedt az elektronikus vezérlésű alközpont (QA, EP), ami nagymértékben támaszkodott a korábban Molnár Pál által kifejlesztett ruralrendszerre. Molnár Béla, Pató Lajos, Mikics László, Makay Attila és Haffner János a BHG fejlesztésű és gyártású MAT512 típusú, 64 kByte memóriakapacitású kisszámítógépre alapozta az alközpontok fejlesztését. 1986-ban a veszteséges Hiradótechnikai Vállalatot (HTV) is hozzácsatolták, ezzel a foglalkoztatottak összlétszáma elérte a csúcsát, 12 600-at.

### A hanyatlás
A BHG 1986-ban egymilliárd forintért megvásárolta az ADS (Austrian Digital System) licencét és know-how-ját a Northern Telecom kanadai cég osztrák partnerétől, az Austria Telecomtól. Ezzel egyidőben Magyar Posta tíz központot is rendelt 100 ezer vonallal ugyancsak az Austria Telecomtól, ezeket Szombathely, Sopron, Zalaegerszeg és Székesfehérvár körzetében, valamint Budafokon és a belföldi távhívó központban szerelték fel 1989–90-ben. Az 1990-es parlamenti választás után kiírt, úgynevezett rendszerválasztó tenderen a svéd Ericsson és a német Siemens központja lett a nyertes, így a BHG – amelyik az ADS gyártásába további egy milliárd forintot invesztált – sorsa megpecsételődött. A KGST-piacok elvesztésével a cég bevételei tovább apadtak, 1995 után már csak vegetált, 2000-ben egy ingatlankezelő vállalkozás „privatizálta”. A belőle kivált, ma is működő[mikor?] BHG Alkatrészgyártó Kft. őrzi nevét.

### Emlékezete

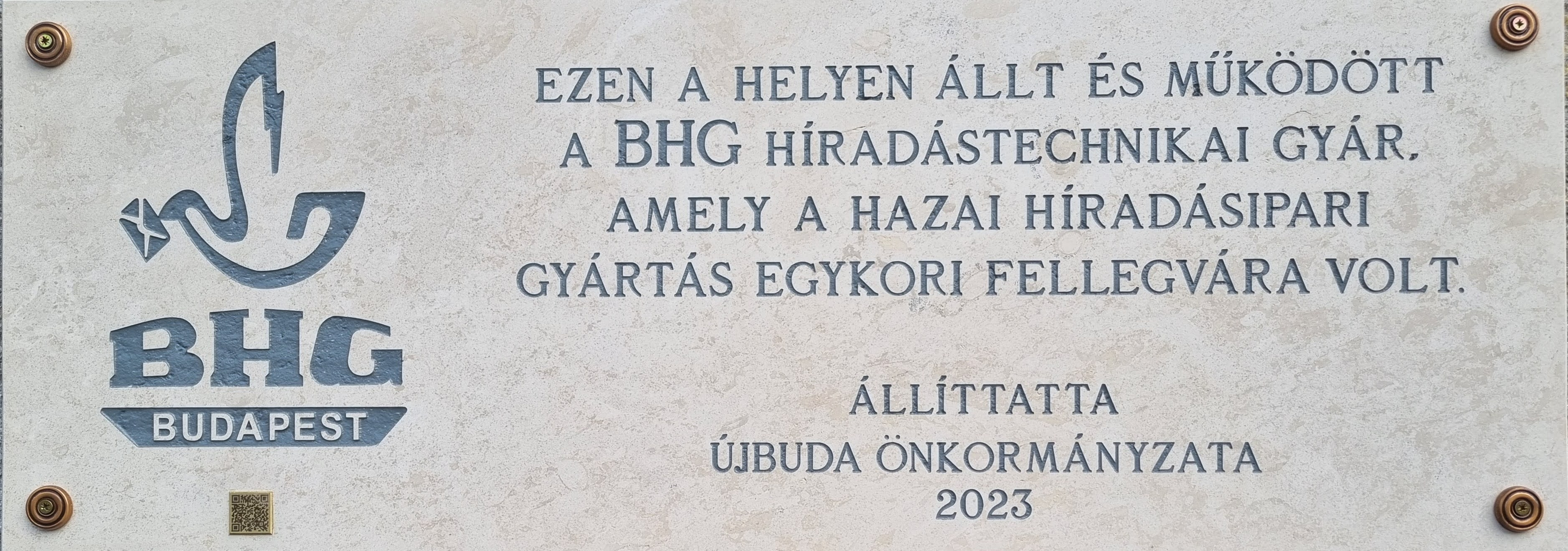
BHG-emléktábla

Az Újbuda Önkormányzata által állíttatott emléktáblát – több száz volt dolgozó jelenlétében – 2023. április 27-én avatta fel dr. László Imre kerületi polgármester és a BHG utolsó vezérigazgatója, Mikics László.
(A Fehérvári út 68. alatti egykori gyárépület falán található tábla érdekessége, hogy a gyár logója alatt egy QR-kód található, amely erre a Wikipédia-szócikkre mutat.)

## Gyártmányai

### Telefonfőközpont
Az előfizetők közötti telefonforgalmat bonyolítja le.

#### 7A (forgógépes)

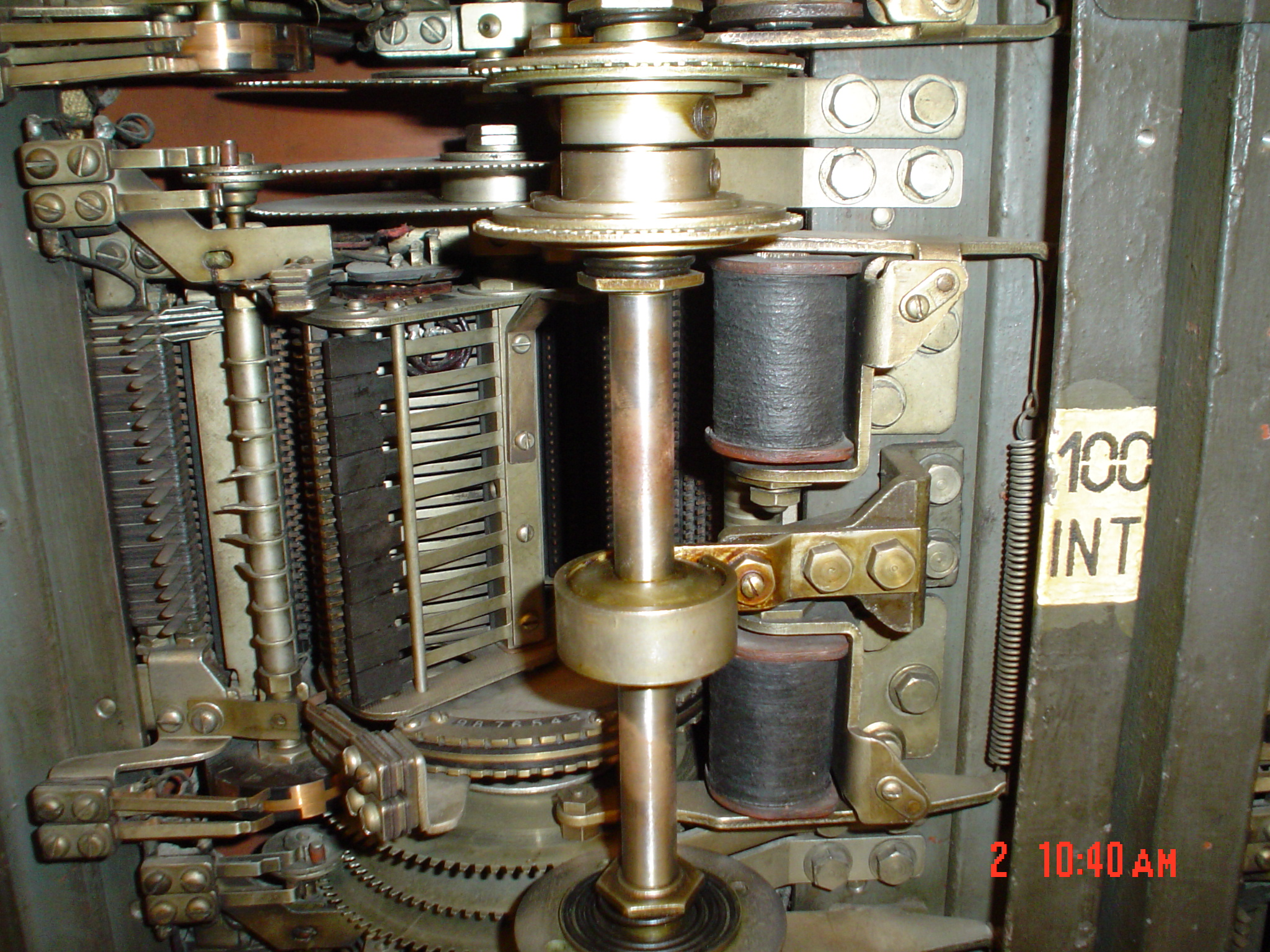
7A1 csoportválasztó gépe

A Posta hosszas tanulmányozás után 1922-ben döntött a Standard Villamossági Rt. által ajánlott Rotary 7A1 típusú automata központ mellett. 
Az első központ 1928. elején a budai Krisztina volt, 5 000 vonallal. A 7A2 jelű, továbbfejlesztett változat – amelyik már 20 000 szóló és 20 000 ikervonalat kapcsolt –, két vonalkereső és három csoportválasztó fokozattal rendelkező, regiszteres központ volt.

#### EC (keresztrudas, elektromechanikus vezérléssel)
Az ECR (Elektronikus Crossbar Rurál) központcsaládot a vidéki (rurál) hálózat számára fejlesztették ki az 1960-as években. Kapcsolóeleme az ikerhidas gép, vezérlése pedig egyaránt tartalmaz elektronikus és jelfogós elemeket. A legkisebb végközpont 20, a legnagyobb szektorközpont 2000 előfizetőt szolgált ki. Az észak-balatoni mintahálózatot Veszprém környékén 1968 elején helyezték üzembe, majd a Sopron és Gyöngyös környéki falvak is ECR központokat kaptak. Szegeden 1972-től egy ECT500-as tranzitközpontot (Elektronikus Crossbar Tranzit) is kipróbáltak. Az Ericsson szintén keresztrudas, AR központcsaládja licenszének megvásárlásával az EC családot nem fejlesztették tovább.

#### ATSz „kolhozközpont” (jelfogós)
A szovjet rurál telefonhálózat részére 1961-től gyártott – és 1966-ban a termelés 60%-át kitevő – „tapadó jelfogós” központ. A tapadó jelfogókat az áramfogyasztás minimalizálása érdekében alkalmazták. Lényege az volt, hogy a telefonközpontban olyan (Siemens típusú) jelfogókat alkalmaztak, amelyeken egy, a horgonyra szerelt állandó mágnes rögzítette a jelfogó meghúzott helyzetét, miután a gerjesztő tekercs rövid áramimpulzust kapott. Ugyanezen a jelfogón egy második gerjesztő tekercsre ellenkező polaritású áramimpulzust adva, a jelfogó elengedett. Így pl. beszédállapotban a központ nem igényelt áramot – a mikrofontáplálás áramán kívül. A kapcsolómező – és részben a beszédáramkör – ilyen tapadó jelfogókból épült fel.

#### ATSz-K (keresztrudas)
Az ATSz-K 100/2000 típusjelű rurál telefonközpontot 1966 óta gyártották szovjet dokumentáció alapján – kizárólag szovjet exportra. A gyár 1966 és 1990 között összesen 2,24 millió fővonal kapacitású telefonközpontot szállított a Szovjetunióba. A nyolcvanas években a gyár termelésének mintegy harmadát adta. A nyolcvanas évek végén a jelfogós regisztereket elektronizálták, és a központot – a PCM átviteltechnikai végberendezésekkel és a szünetmentes tápáramellátó rendszerrel együtt – szabványos konténerbe szerelték.

#### AR (keresztrudas)
Az Ericssontól 1968-ban vásárolt licenc az ARF nagyvárosi-, az ARM távhívó-, az ARK rurál-központ és az ARL vonalkoncentrátor gyártását és továbbfejlesztését engedélyezte. Az első központokat (ARF: Lágymányos és Vác, ARK: Érd, ARM: József interközpont) még az Ericsson szállította, de a BHG szerelte. A vállalat 1971–86 között mintegy 1,5 millió AR-vonalat gyártott, melynek 57 százaléka került belföldre, 42 százaléka szocialista exportra. A tőkés (fejlődő országokba irányuló) export mindössze 1% volt.

##### LOTRIMOS
Az AR-központok üzemvitelét segítette az 1984-ben BNV-nagydíjat nyert, multiprocesszoros vezérlésű LOTRIMOS rendszer, amely az egyes áramkörök tartási idejét mérve találta meg a hibás áramköröket.

#### ER  (elektronikus)

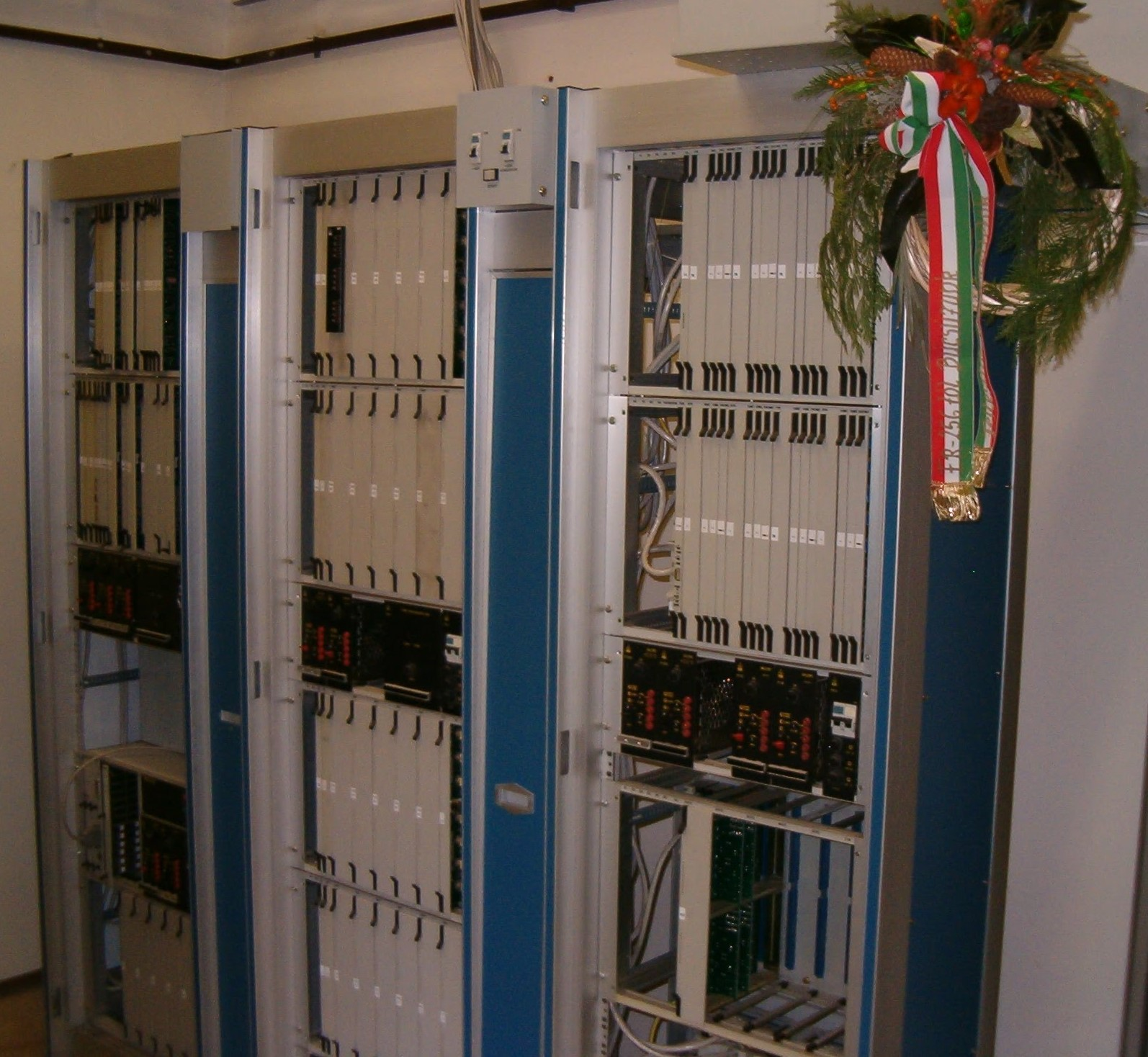
Az utolsó ER256 telefonközpont ünnepélyes lekapcsolása

A 200–1000 előfizetői vonal bekötésére alkalmas ER256 típusú tároltprogram-vezérlésű elektronikus rurál végközpont az EP512 alapvető rendszertechnika jellemzőit megtartva vezérlőrendszerében jelentett előrelépést: a korábbi miniprocesszorra alapozott vezérlőrendszert egy mikroprocesszorra alapozott vezérlőrendszer váltotta fel.
A telefonhálózatban az ARK511 és ARK 522 központok kiváltására készült; a felettes központhoz MFC-R2 jelzésrendszerrel csatlakozott, rendelkezett harántirányokkal is.
Többéves fejlesztés után az első központ Tarjánban ment üzembe 1989-ben; az utolsót 2005-ben Jósvafőn kapcsolták le.

### Telefonalközpont
Jelentős helyet foglaltak el a termékek között már kezdettől a vállalatok, intézmények belső forgalmát ellátó automata alközpontok: lépésenként működő (szelektoros), forgógépes (Rotary), tisztán jelfogós, később kvázielektronikus, végül teljesen elektronikus technológiával.

##### STB (közvetlen vezérlésű)
Az STB család tagjai: STB-6 2/6 vonalkapacitású, az STB-11 2/10 vonalkapacitású és az STB-18 3/18 vonalkapacitású. Az STB-55 típusnak 5/100, 10/100, 10/150, 10/200 és 20/200 kapacitású változatai voltak.

##### 7D-PBX (forgógépes)
A kisvárosokban használt 7D főközpont alközponti változata – erre utal a nevében a PBX rövidítés –, amely nagyobb intézmények, gyárak belső (házi) és helyi (városi) telefonforgalmát bonyolította le. Legkisebb kiépítésben 20 fővonal és 200 mellékállomás volt a kapacitása. Ez a központ kapcsolta a „K” hálózat forgalmát. A MÁV saját hálózatának is ez a központ adta a gerincét: 1948 és 1963 között 26 helyen létesült 7D-PBX központ, összesen 8400 vonal kapacitással.

#### RA  (jelfogós)
A Steffens Oszkár által feltalált D típusú ún. huzalrugós jelfogó-típusra épült az RA alközponti család, melynek csengetőáramköre és hangjelzése elektronikus, telepfeszültsége –48 V. A család tagjai: RA-8, RA-15 és RA-24; kapacitásuk rendre 2/6, 3/12 és 4/20 (fővonal/mellékállomás). Az RA-15 és az RA-24 típusnak billentyűs kezelőkészlete van. A központ változatait 1968-1980 között gyártották hazai és csehszlovákiai alkalmazásra.

#### RX  (jelfogós)
Az Ericsson-licensz alapján gyártott LME típusú jelfogókra épülő 2/6, 3/15 és 5/30 kapacitású RX alközpontok váltották fel az RA-családot, amelyeket – többek között – Irakba is exportáltak.

#### CA  (keresztrudas)
A család tagjai: a CA-22 típus 20, a CA-42 típus 40–80, a CA-102 típus 100–300, és a CA-1002 típusú 200–2000 mellékállomás egymás közötti és „városi” (kimenő és bejövő) forgalmát tudta kapcsolni. A CH-100 típusú háziközpont – melynek 400 vonala is lehetett – nem csatlakozott fővonalhoz. Az ennél nagyobb kapacitású központ, az alközponti és főközponti szolgáltatásokat egyaránt nyújtó COMBI-X már az Ericssontól vásárolt ARF-licenc továbbfejlesztésével készült el.

#### QA  (kvázielektronikus)
A licencvásárlás után a vállalat az alközpontok fejlesztésére összpontosított. Az első, úgynevezett kvázielektronikus – azaz mozgó alkatrészt csak a kapcsolómezőben tartalmazó – alközpont a QA96 volt, melynek kapcsolómezeje a nyugat-német Telefonbau and Normalzeit reed-reléiből épült fel. Az alközpont működését egy speciális utasításkészlettel rendelkező vezérlőegység (MAT 512) vezérelte, melynek teljesítőképessége egy akkori átlagos, 8 bites mikroszámítógéphez volt mérhető. Az alközpont 1977-ben BNV-nagydíjat nyert. A család nagyobb kapacitású tagja a QA512 volt.

#### EP (elektronikus)
A fejlesztés következő lépcsőfoka a tirisztoros kapcsolómező megjelenése volt. A vállalat a nyolcvanas évek első felében az EP128 típusú alközpontból mintegy 120 000, az EP512 típusú alközpontból mintegy 60 000 mellékállomási vonal kiszolgálására alkalmas központegységet gyártott. A család a kisebb kapacitású EP8M, EP32M, EP64M modellekkel vált teljessé, így a négytől a hatezer vonalasig terjedt a termékskála.
Az alközpontok nemcsak gyárakban és hivatalokban teljesítettek szolgálatot, hanem ún. zárt hálózatokban is, többek között a Néphadsereg és a MÁV saját célú hálózatában. 1984-ben az EP128 alközpontot továbbfejlesztették. Az első 100-as mezőt hozzáillesztették az ARM tranzit központhoz való csatlakozásra az ARK-512 kiváltására. Sikeres működés után 1988-ban az EP128 és az EP512 kapcsolóelemeket az ARF főközpontokkal azonos pozícióban használható EPF128 és EPF512 néven elsődlegesen az MH távközlési hálózatában alkalmazták sikeresen.

### Adástechnika
Az adástechnikai berendezések gyártása 1931-ben kezdődött, amikor a Magyar Posta pályázatát – ami egy 120 kW-os középhullámú nagyadóra és néhány kisebb rövid- és középhullámú adóra szólt – a Standard Villamossági Rt. nyerte. Az 1933. december 2-án üzembe helyezett lakihegyi adót – ami egy 20 kW-os Telefunken adót váltott fel – Európa egyik „legerősebb” adójaként emlegették. A harmincas években jelentősen fejlesztették a székesfehérvári rövidhullámú állomást, és a Standard berendezéseket szállított a visszacsatolt Erdély és Felvidék adóállomásaira.

#### Középhullámú rádióadók
A világháborúban lerombolt középhullámú adóhálózat újjáépítése 135 kW-os adókkal történt. Elsőként – 1948-ban – a lakihegyi, majd egy évvel később a szolnoki készült el. A balatonszabadi állomást 1953-ban adták át. Két, egyenként 25 kW-os adót helyeztek üzembe 1952-ben Szombathelyen és Nyíregyházán. Három, kisebb teljesítményű – 7 kW-os – adó készült el 1954-ben Pécs, két évvel később pedig Balatonszabadi és Miskolc számára.

#### Rövidhullámú rádióadó
A háború alatt abbamaradt munkát befejezve, 1950. július elsején a Standard átadott két, egyenként 100 kW-os rövidhullámú adót Diósdon. A háború utáni időszakban Diósd rádióállomás mind adóteljesítmény, mind az antennák tekintetében – hat irányított és két európai körsugárzó antennával – Közép-Európa jelentős állomása volt.

#### Ultrarövidhullámú rádióadók
Az URH-adók fejlesztése a Beloiannisz gyárban kezdődött, majd a BRG-ben folytatódott az 1960-as évek végéig, ahonnan az EMV-be, majd 1976-tól ismét  BHG-ba került. Itt készült el – a sorozatban gyártott, 10 kW teljesítményű, OIRT-sávú adó 41 MHz-re történő átalakításával – az a hét, telefonvonalon átvitt MFC-kóddal távvezérelhető adóberendezés, ami az MH „ORFEUSZ” fedőnevű riasztási rendszerében működött 2004 közepéig.  A polgári fejlesztés az 1980-as években folytatódott a teljesen félvezetős, 1 kW teljesítményű, CCIR-sávú URH-adócsaláddal, amit az NDK-ba exportáltak. 1996-ban elkészült – már az Antenna-BHG Adástechnikai Kft.-ben – a teljesen félvezetős, 5 kW-os CCIR-sávú URH-adócsalád, de ennek sorozatgyártására már nem került sor.

#### TV-adók
A tv-adók fejlesztése a BHG-ban kezdődött meg 1958-ban, de hamarosan döntés született arról, hogy a munkát az – 1952 szeptemberében alakult – Elektromechanikai Vállalat (EMV) folytatja, így 1960-ban az első hazai gyártású tévéadót már az EMV helyezte üzembe Kékesen. A BHG-ban – a Fejlesztési Intézet Adástechnikai Fejlesztési Főosztályán – 1976-tól folytatódott az adófejlesztés, ugyanis ekkor olvasztották be az EMV-t a BHG-ba. Az 1980-as években elkészült egy teljesen félvezetős adó- és átjátszóberendezés-család, melyből 150 készletet szállítottak. At 1990-es években a BHG már nem szállított tv-adókat, azokat importálták. A fejlesztő- és gyártórészlegekből alakult meg 1994-ben az Antenna-BHG Adástechnikai Kft. A cég később teljesen az Antenna Hungária Rt. tulajdonába került, és ekkor felvette az Antecom Rt. nevet. Az Antenna Hungária Rt. 2003 decemberében eladta az Antecomot, így a cég tulajdonjoga teljes egészében átszállt a Pannon Rendszerház Informatikai Rt.-re. Az adástechnikai fejlesztési és gyártási tevékenység – több mint fél évszázad után – ezzel véget ért.

### Átviteltechnika
A BHG-ben a saját átviteltechnikai fejlesztés 1945 után indult el, hogy aztán 1964-ben az ú. n. profilrendezés során a kedvező költségszintű átviteltechnikai és mikrohullámú termékeket a Telefongyárnak, illetve az Orionnak adják át. Az átszervezés célja az volt, hogy a A BHG-ban minél több kolhozközpontot tudjanak gyártani és a Szovjetunióba szállítani.

#### Mikrohullámú átviteltechnika
Az 1950-es évek elején megalakult a Mikrohullámú Fejlesztési Osztály, ahol a Magyar Honvédség megrendelésére 1954-ben elkészítették az elektroncsöves áramkörökből álló, impulzusszélesség-modulált, 6, illetve 12 csatornás átviteltechnikai berendezést (MH-6 és MH-10). Ezeket az állandó hírrendszerhez csatlakozó mikrohullámú állomásokat (mozgó hírközpont-elemeket) nagytávolságú hírtengely kialakítására rendszeresítették.
Az ötvenes évek óta gyártott PM-24 utódjaként 1964-re készült el Uzsoky Miklós vezetésével a részben már germánium-félvezetőkkel,1 GHz-en működő, PM-28 típusjelű, 24 telefoncsatorna átvitelére alkalmas, impulzushelyzet-modulált berendezés. Folyamatban volt még egy 6 csatornás, teljesen félvezetős differenciális PCM (DPCM) berendezés fejlesztése, amely már az Orionban fejeződött be.

#### Vezetékes átviteltechnika
Az Átviteltechnikai Fejlesztési Osztályon Pál Gaszton vezetésével légvezetékes és kábeles sokcsatornás berendezések készültek. A legkiemelkedőbb fejlesztési eredmény a három, illetve tizenkét csatornás légvezetékes vivőáramú berendezés (BTO–3/4 és BO–12), valamint a 12, illetve 24 csatornás kábeles átviteltechnikai rendszer (VK–12 és VK–24). A VK–24 nagy része már tranzisztoros áramkörökből épült fel.

## Munkahelyi jólét, oktatás, sport
Üzemi étkeztetés 1938 óta működött a vállalatnál: valamennyi telephelyén működött büfé és étterem. Budapest mellett több vidéki gyár tartott fenn saját bölcsődét és óvodát, segítve a kismamák visszatérését a munkába. Működött Képzőművész Kör és Fotószakkör, valamint kultúregyüttesek (színjátszó csoport, tánccsoport, énekkar). A KISZ-klubban külső előadók is felléptek, többek között a Benkó Dixieland Band és Ihász Gábor.

### Képzés, szakképzés
A tanműhelyben elektroműszerész, híradásipari műszerész, mechanikai műszerész, szerszámkészítő szakmában folyt képzés. Az ismeretek frissítésére rendszeres munkástovábbképző tanfolyamok szolgáltak.
Támogatták a munkavállalók továbbképzését, az általános iskolát végzetteket a középiskola, a középfokú végzettségűeket az egyetem, főiskola elvégzésében, a fiatal diplomásokat a doktorandusz képzésben.
Az országban elsőként ergonómiai laboratórium működött, ahol készség felméréssel és betanítási tematikával támogatták a felvételre jelentkezők kiválasztását.

### Vállalati üdülők
Az ötvenes–hatvanas évektől kezdve Balatonszabadiban 28, Balatonlellén 25, Dunasurányban (sic!) pedig 12 személyes üdülő szolgálta a vállalati dolgozók pihenését. Káptalanfüreden, Balatonszemesen és Fadd-Domboriban is lehetett beutalóval nyaralni.
Keszthelyen 1970-ben adták át azt a 150 férőhelyes, szálloda jellegű, családos üdülőt, amely a rendszerváltás után osztozott a BHG sorsában.
Népszerűek voltak a vállalati buszkirándulások az ország minden tájára – Aggtelektől Sopronig.

### Sportélet
A sportegyesület 1938-ban alakult. Megalakulásakor a Hét Vezér SE nevet viselte; 1945-től Standard SC, majd – a vállalat átnevezése után – Vasas Beloiannisz SK név alatt működött. A Beloiannisz Sportegyesület nevet 1971-ben vette fel, hogy aztán végül – ismét csak az anyavállalat névváltoztatását követve – BHG SE legyen a neve. Asztalitenisz, kerékpár, kézilabda, labdarúgó, ökölvívó, röplabda, sakk, teke, tenisz, természetjáró, torna, vízilabda szakosztályt működtetett hosszabb-rövidebb ideig. Az országban elsőként, 1973-ban létesült a teljesen automatikus tekepálya; jórészt saját és vállalati erőből felépült az 1986-ban átadott a BHG Sportcsarnok, amely ma Gabányi László névét viseli. A sporttelepen zajlottak az üzemek közötti szakszervezeti bajnokságok, elsősorban tekében és kispályás labdarúgásban.
A legnagyobb sikereket a női kézilabdázók érték el. A csapat 1983-ban jutott fel az NB I.-be, ahol évről évre egyre előkelőbb helyen végzett. Az 1990–1991-es szezonban ért a csúcsra: ezüstérmes lett, majd – a vállalat hanyatlásával párhuzamosan – egyre rosszabb helyezést ért el, hogy végül az 1994–95-ös szezonban kiessen az első osztályból.
Külön említést érdemel az MHSZ Nagyüzemi Szervezete által fenntartott ejtőernyős, könnyűbúvár, lövész és rádiós technikai klub.